# Mesosemia mycene
Mesosemia mycene är en fjärilsart som beskrevs av William Chapman Hewitson 1870. Mesosemia mycene ingår i släktet Mesosemia och familjen Riodinidae. Inga underarter finns listade i Catalogue of Life.